# Ruchsen

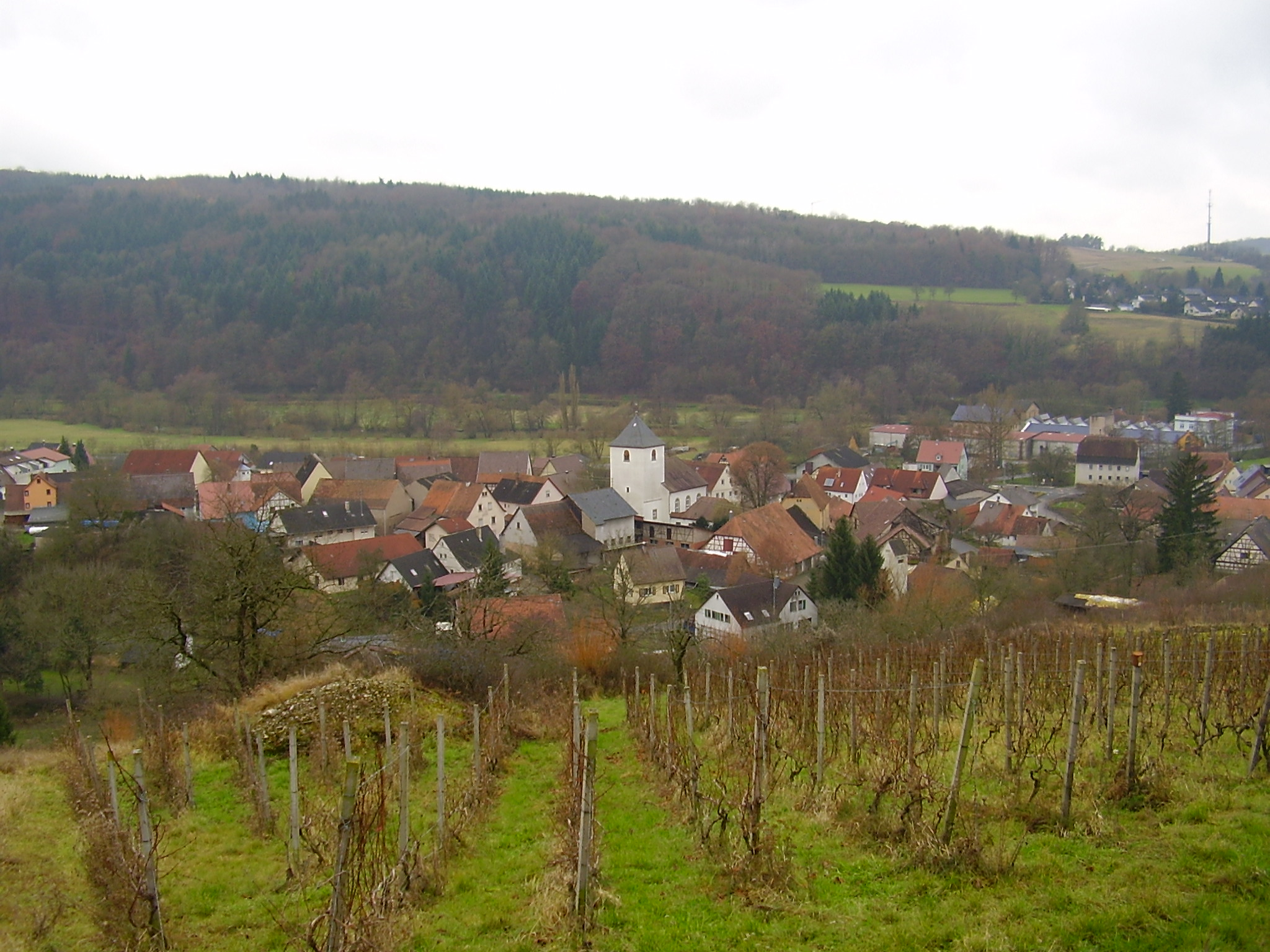
Ruchsen, Ortskern

Ruchsen ist ein Ortsteil der Stadt Möckmühl im Landkreis Heilbronn in Baden-Württemberg mit etwa 700 Einwohnern.

## Geographie
Ruchsen liegt an der Einmündung des Hergstbachs in die Jagst. Die bebaute Fläche liegt in etwa 180 bis 215 Metern Höhe.

## Geschichte

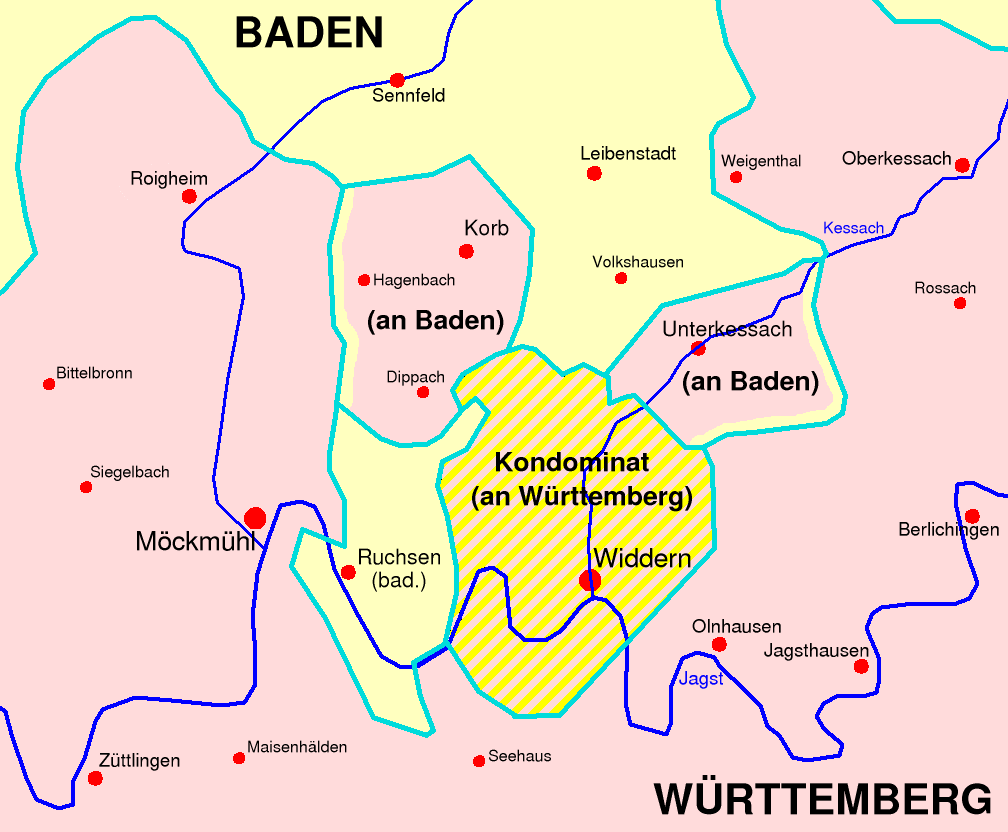
Auswirkungen des Grenzvertrags 1846 bei Widdern

Zwischen 769 und 795 sind in Schenkungsurkunden des Lorscher Codex mit „Rohisheim“, „Rochisheim“ und mehrheitlich „Rochesheim“ mehrere sehr ähnlich lautende Schreibweisen desselben Namens verzeichnet. Der Ortsname leitet sich vermutlich von einem Personennamen ab. Im 11. Jahrhundert werden eine Burg und Ruchsener Ortsadel genannt. Im 13. Jahrhundert gehörte Ruchsen den Herren von Dürn, die 1236 das Kloster Seligental gründeten. 1464 erwarb das Kloster die Ortsherrschaft. Im Kloster selbst erlangte Kurmainz immer größeren Einfluss und behielt nach Aufhebung des Klosters 1568 die weltliche Herrschaft. 1803 kam Ruchsen mit dem Amt Seligental zum Fürstentum Leiningen, 1806 dann zum Großherzogtum Baden, wo es zum Bezirksamt Osterburken (bzw. ab 1826 Bezirksamt Adelsheim) gehörte. Fortan grenzte Ruchsen im Osten an den badisch-württembergischen Kondominatsort Widdern und war ansonsten von Württemberg umgeben, also im Wesentlichen eine Exklave. 1831 und 1834 traten Zollerleichterungen in Kraft. Am 1. Mai 1846 kam im Zuge eines Gebietsaustausches Widdern vollständig zu Württemberg, dafür die nördlich von Ruchsen gelegenen Orte Korb, Dippach und Hagenbach zu Baden, so dass Ruchsen nunmehr eine direkte Landverbindung zum Rest Badens hatte. 1936 kam der Ort zum Bezirksamt Buchen, aus dem 1938 der Landkreis Buchen wurde. Am 1. März 1972 wurde Ruchsen nach Möckmühl eingemeindet und wechselte dabei in den Landkreis Heilbronn.

## Religionen
Kirchlich war Ruchsen 1331 Filial von Möckmühl, Mitte des 15. Jahrhunderts hatte das Stift Mosbach das Patronatsrecht über die Ruchsener Pfarrei. Trotz mainzischer Ortsherrschaft setzte die Kurpfalz 1559 einen evangelischen (später reformierten) Pfarrer ein und führte die Reformation durch. Seit 1. Januar 1976 gehört die evangelische Kirchengemeinde zur Württembergischen Landeskirche. Die Ruchsener Katholiken werden von Adelsheim aus betreut.

Wappen von Ruchsen

## Wappen
Die Blasonierung des Ruchsener Wappens lautet: In von Blau und Rot geteiltem Schild oben ein rotbewehrter und rotbezungter weißer Adler, unten ein unterhalbes achtspeichiges weißes Rad.

## Bauwerke

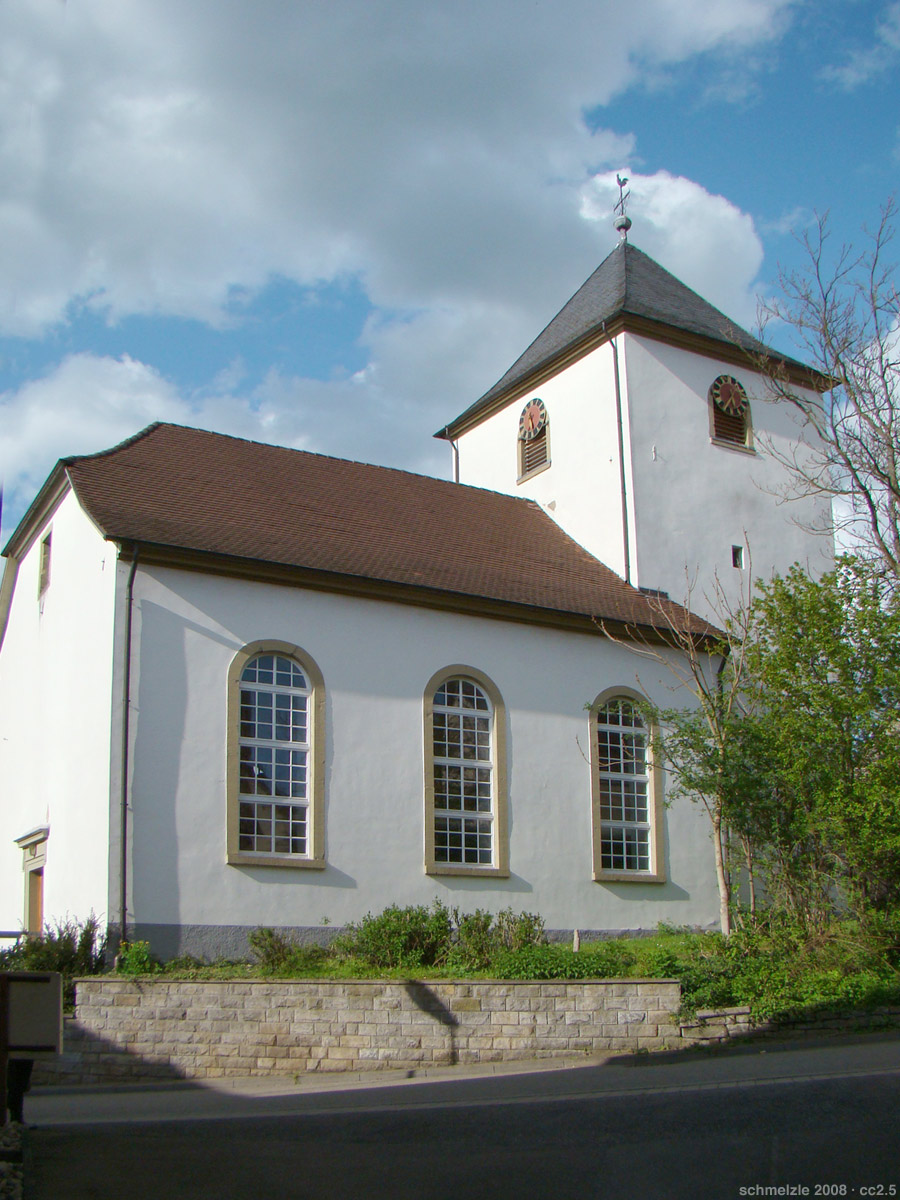
Evangelische Kirche

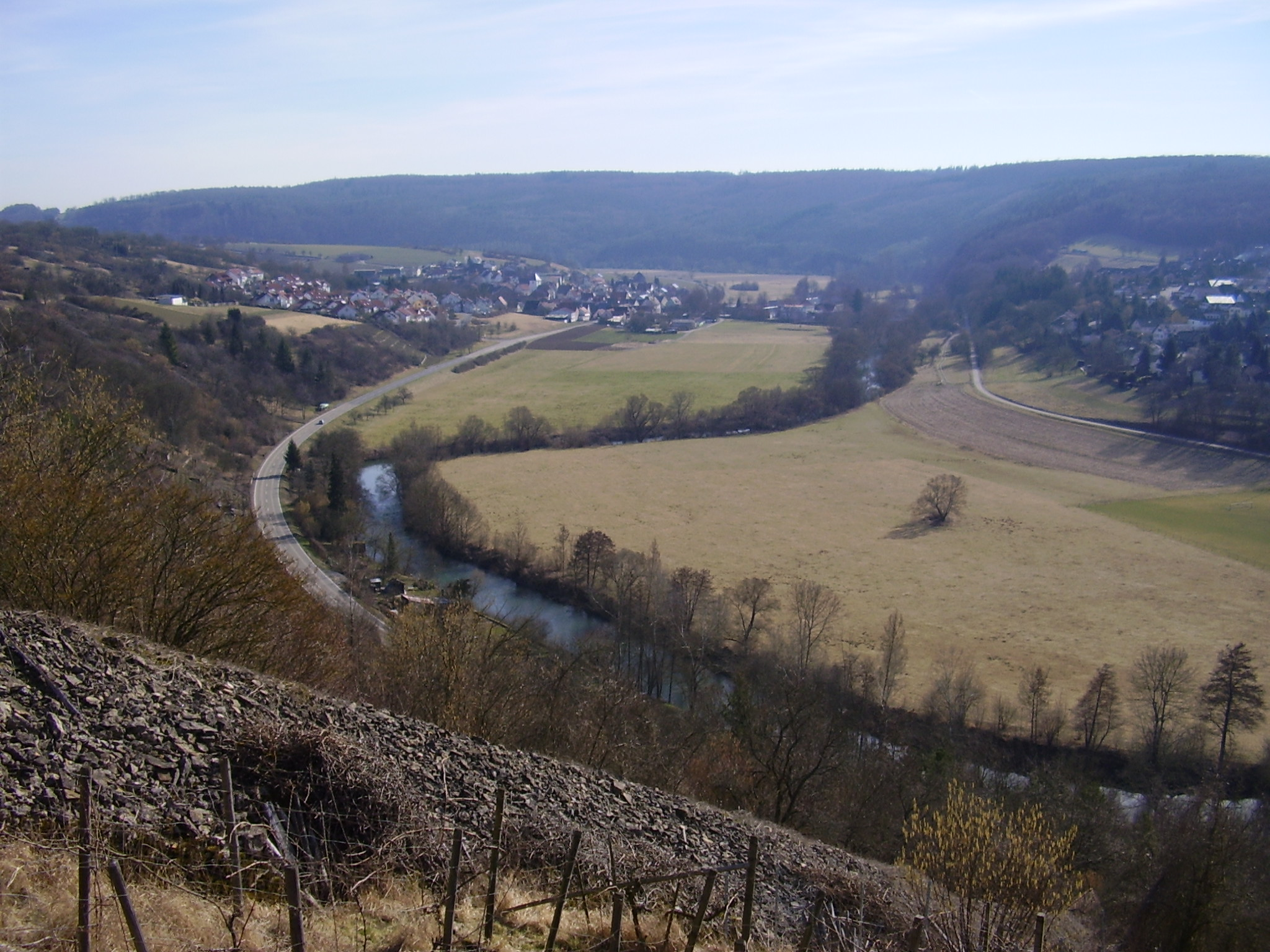
Panorama von Westen
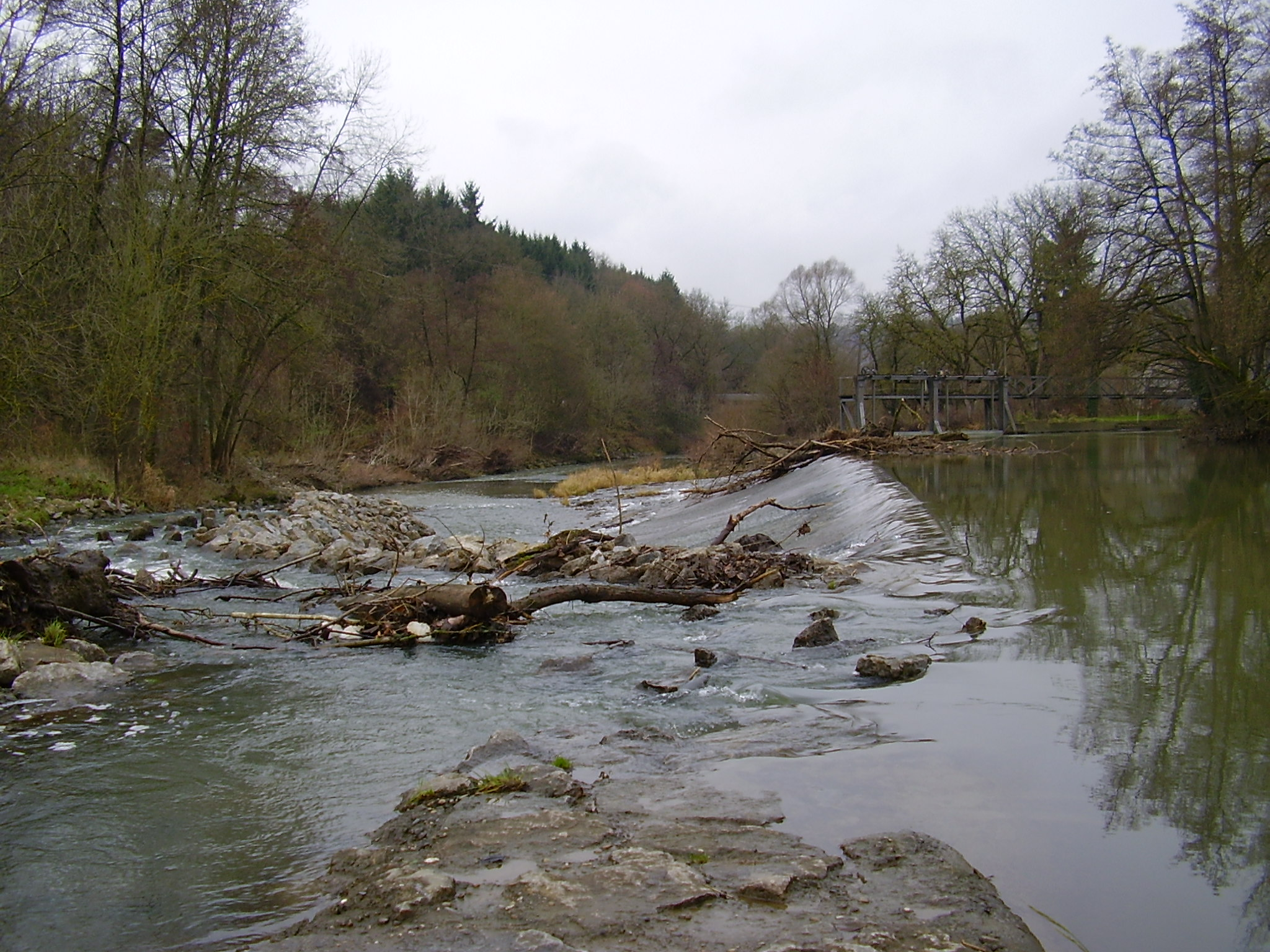
Die Evangelische Kirche (Ruchsen) wurde 1823 in ihrer heutigen Form errichtet, wobei der Kern des Chorturms das älteste Gebäude des Dorfes ist. Die Kirche weist spätmittelalterliche Wandmalereien sowie eine historische Kirchenorgel von 1738 auf.
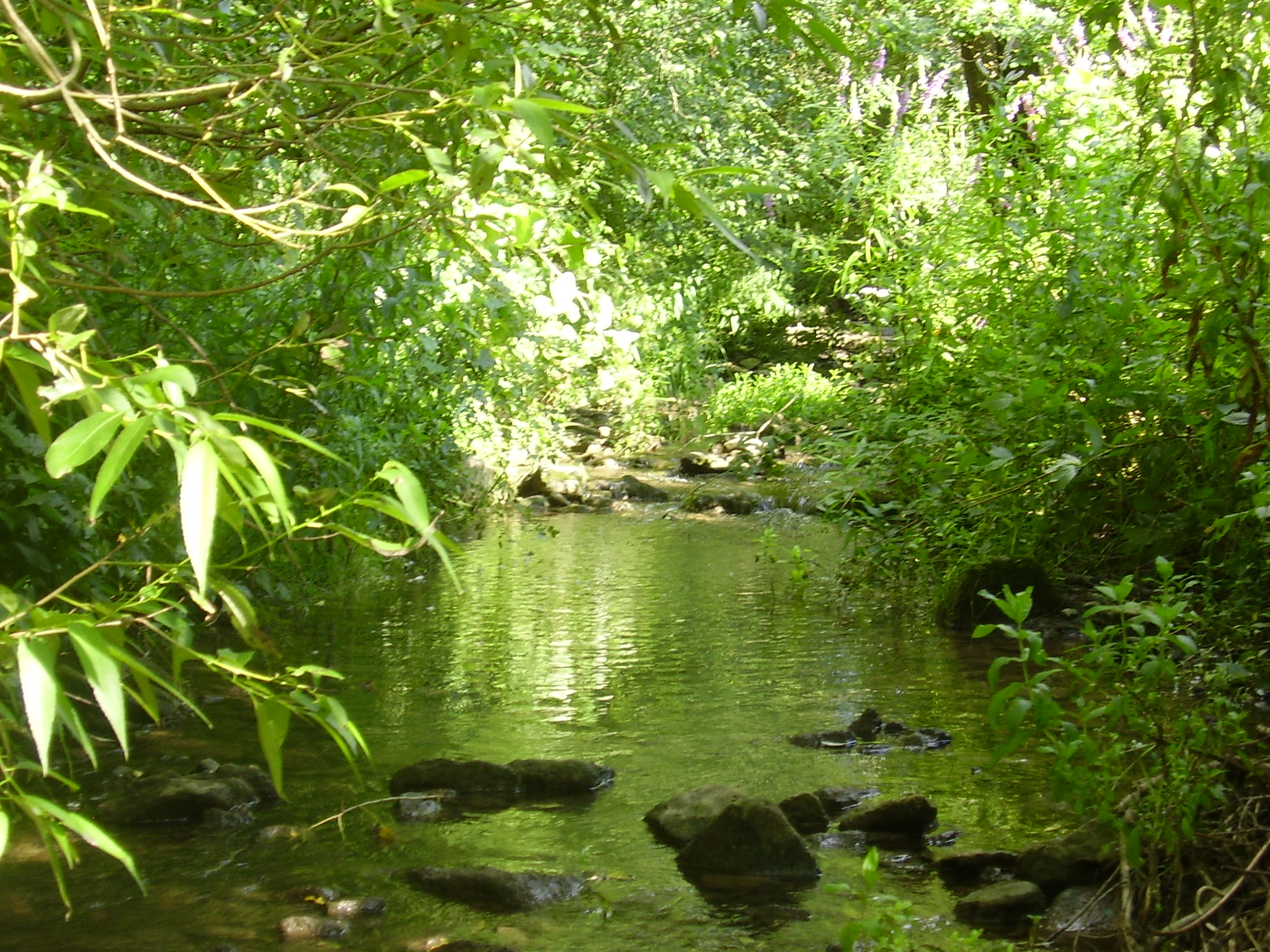
Hergstbach in Ruchsen
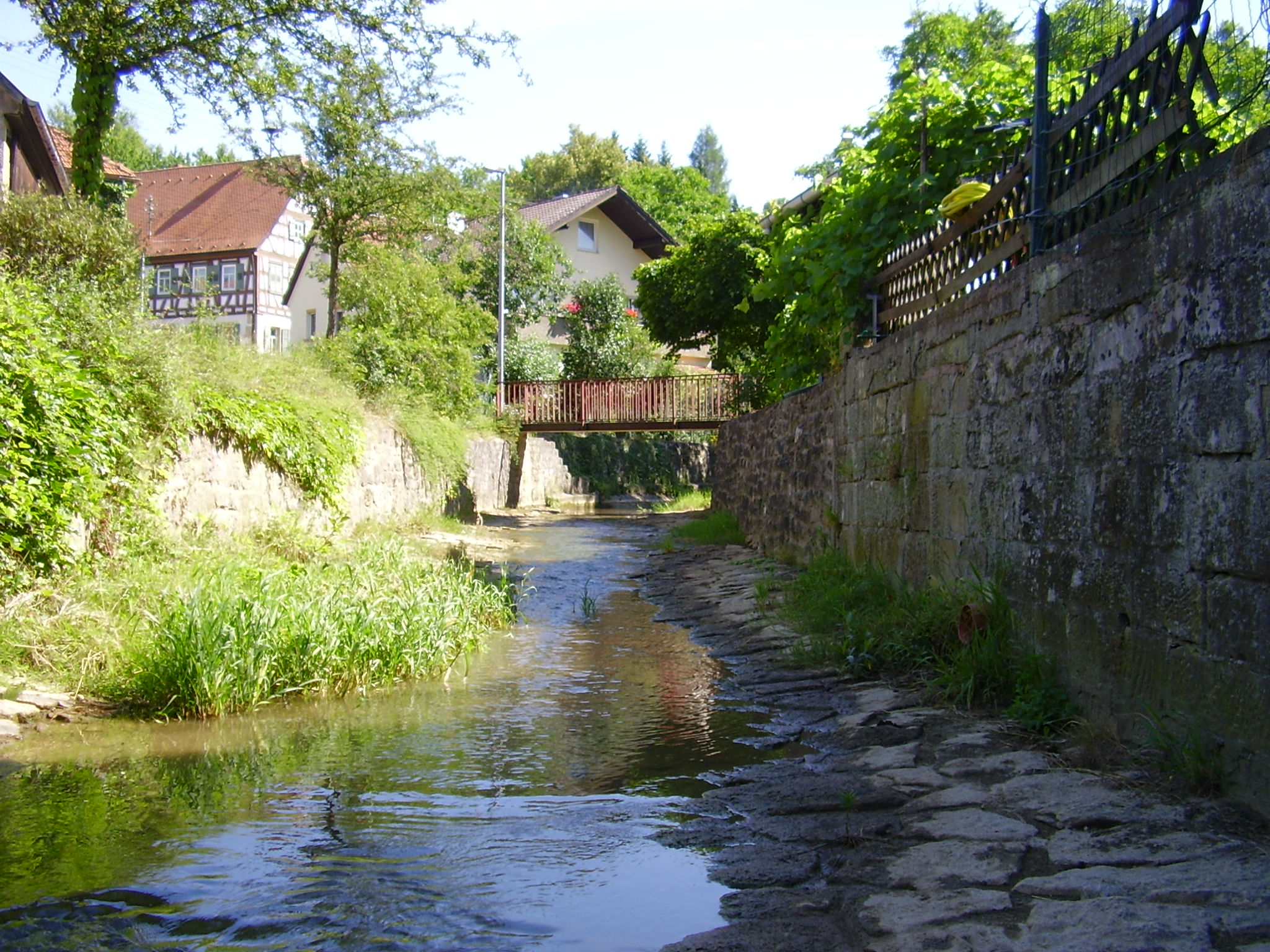
Der Hergstbach. Die Brücke im Hintergrund wurde beim Hochwasser 1993 weggerissen.